# Kérdés-játék
A kérdés-játék egy olyan játék, amelyben a résztvevők párbeszédet folytatnak: oda-vissza kérdéseket tesznek fel, ameddig csak lehetséges, anélkül, hogy bármilyen kijelentést tennének. A játék akkor kezdődik, amikor az első játékos felad egy kérdést (gyakran "Szeretnél kérdés-játékot játszani?"). A második játékosnak egy másik kérdéssel kell válaszolnia a kérdésre (pl. "Hogyan kell játszani?"). Minden játékosnak gyorsan kell folytatnia a beszélgetést, csak kérdéseket használva. A habozás, a kijelentések vagy a non sequitur nem megengedett, és hibapontot jelentenek a játékosoknak. A játékot általában két játékos játssza, bár léteznek többjátékos változatok is.

## Szabályok
A pontozás hibapontokkal történik. Hibapont a következőkért kapható:
- kijelentés: a játékos nem kérdéssel válaszol a kérdésre
- habozás: a játékos túl sokáig nem válaszol, morog, hümmög, vagy hamisan/kétszer kezd
- ismétlés: a játékos olyan kérdést tesz fel, ami megegyezik a játékban már feltett kérdéssel, vagy annak szinonimájával
- szónoki kérdés: a játékos költői kérdést tesz fel
- non sequitur: a játékos nem kapcsolódó, nem releváns kérdéssel válaszol
- szinoníma: a játékos egy előző kérdéssel majdnem azonos a jelentésű kérdést teszi fel
- röfögés: a játékos kérdésszerű hanglejtésű hangot ad, amire a másik játékos nem tud kérdéssel válaszolni

Ha hibapontot követ el egy játékos, ellenfele egy pontot kap. Az a játékos nyer, aki először szerez három pontot. A mérkőzést az nyeri, aki három meccsből többet nyer meg.
Az egyik többjátékos változatban a játékot két sorral játsszák egymással szemben. A sorok élén álló két ellenfél játszik egymással, és a sor hátuljára (vagy a másik vonal hátuljára) mennek, amikor hibapontot követnek el. A pontozás lehet tetszőleges.

## A populáris kultúrában

### Rosencrantz és Guildenstern halott
A Kérdés-játék központban szerepel Tom Stoppard Rosencrantz és Guildenstern halott című drámájában, és rövidített formában ugyanennek az 1990-es filmadaptációjában. Íme egy részlet a darabból:

R: Játszhatunk kérdés-játékot? 

G: És az mire volna jó? 

R: Gyakorlatnak! 

G: Ez állítás! Egy-null. 

R: Csalás! 

G: Miért? 

R: Még el sem kezdtem. 

G: Állítás. Kettő-null. 

R: Ezt is számítod? 

G: Mit? 

R: Ezt is számítod? 

G: Hibapont! Ismétlés nincs. — Három-null. Első gém...

A The Flying Karamazov Brothers neo-Vaudeville társulat a kérdés-játék Stoppard-féle verzióját legalább két Karamazov-előadásba beépítette ("Zsonglőr és olcsó színház" és "Klub!"). A Karamazov testvérek, "Ivan" és "Dmitri" (Howard Jay Patterson és Paul David Magid) miközben játszották a játékot, három babzsákkal zsonglőrködtek. A zsonglőrök vidáman tájékoztatják a közönséget, hogy a rutin "szerzői jogvédelem alatt áll és engedéllyel használjuk!"

### Whose Line is it Anyway?
Egy variációt játszanak a Whose Line Is It Anyway?-ben, ahol egy meghatározott szituáció van kialakítva, és a játékosokat lecserélik, ha hibapontot követnek el. A hibapont megállapítására vonatkozó szabályok nem olyan szigorúak ebben a játékváltozatban, mivel a lényeg a közönség szórakoztatása, nem pedig annak meghatározása, hogy ki a legjobb játékos. Ez a műsorvezető döntésére van bízva, aki "kiberregi" a szabálytalankodó játékost azzal a céllal, hogy a játék pörgős és vicces legyen. (A műsorvezető jellemzően kiberregi a játékost, ha kijelentést vagy habogást követ el, vagy  elneveti magát, és néha, ha nem sequiturt követ el.) A műsor többi játékához hasonlóan ezt is meghatározatlan ideig játsszák; a játék végén a műsorvezető véletlenszerűen kiválaszt egy "győztest", aki tetszőleges számú értelmetlen "pontot" kap.

## Fordítás
Ez a szócikk részben vagy egészben  a   Questions (game) című angol Wikipédia-szócikk ezen változatának fordításán alapul.  Az eredeti cikk szerkesztőit annak laptörténete sorolja fel. Ez a jelzés csupán a megfogalmazás eredetét és a szerzői jogokat jelzi, nem szolgál a cikkben szereplő információk forrásmegjelöléseként.